# Cap Pembroke
Le cap Pembroke (en anglais : Cape Pembroke, en espagnol : Cabo San Felipe) est le point le plus oriental des îles Malouines. Il est situé sur l'île Malouine orientale. Un phare automatisé signale la position du cap.

## Phare
Un phare automatisé de 18 mètres de haut a été construit sur le cap Pembroke en 1855. Il est reconstruit en 1906 et modernisé dans les années 1990. Auparavant, le Billy Rock situé au large du cap avait causé le naufrage d'une quinzaine de navires.

## Fermage et James Smith
À la fin du XIXe siècle, la péninsule du cap Pembroke est occupée par une petite ferme, que le gouvernement des îles loue à James Smith de Port Stanley. Il existe alors peu de petites fermes similaires dans les îles et James Smith est alors un ardent défenseur de la réforme agraire.